# Рагнарссон, Маркус
Маркус Рагнарссон (швед. Marcus Ragnarsson; род. 13 августа 1971, Эстервола, Швеция) — шведский хоккеист и тренер.

## Биография
Воспитанник хоккейной школы из своего родного города, «Эстервола». За взрослую команду провёл три сезона во втором дивизионе Швеции. В сезоне 1989/90 дебютировал в Высшей лиге страны за команду «Юргорден». За эту команду сыграл 6 сезонов, в её составе стал трёхкратным чемпионом страны. В 1995 впервые был вызван в основную национальную сборную на чемпионат мира, где сыграл 4 матча. В том же году на драфте НХЛ права на игрока были закреплены за клубом «Сан-Хосе Шаркс», в который Расмуссен и отправился выступать в следующем сезоне.
В НХЛ дебютировал 7 октября 1995 года в матче против команды «Чикаго Блэкхокс». Выступал за «Сан-Хосе» в НХЛ на протяжении 8 сезонов, в середине сезона 2002/03 перешёл в «Филадельфию», где впоследствии отыграл еще один сезон. всего в Национальной хоккейной лиге сыграл ровно 700 матчей, в которых 39 раз отличился взятием ворот и 153 раза ассистировал партнерам в голевых моментах.
В национальной сборной выступал на двух чемпионатах мира, в которых завоевал две серебряные медали. Играл в двух хоккейных турнирах Олимпийских игр. В 2004 году выступал за сборную на Кубке мира.
С 2004 по 2008 год выступал во второй шведской лиге за команду «Альмтуна». С 2008 по 2011 год выступал за «Юргорден», в составе клуба завоевал четвёртый титул чемпиона страны. В 2011 году завершил карьеру игрока, и был назначен помощником тренера клуба. С 2012 по 2017 год трудился помощником главного тренера «Альмтуны», с середины 2017 года по 2018 год – главный тренер команды. В сезоне 2018/19 был помощником тренера команды, в середине сезона покинул клуб. В 2019 году назначен помощником главного тренера национальной команды Швеции.